# West Saint Modeste
West Saint Modeste (Ouest Saint Modeste) est un village de Terre-Neuve-et-Labrador au Canada, située au sud du Labrador, c'est-à-dire dans la partie continentale de la province. Le village est situé le long de la route 510, entre Capstan Island et Pinware, à 42 km de la frontière entre le Québec et Terre-Neuve-et-Labrador. Le village comptait 111 habitants en 2016.
Il y avait un East Saint Modeste (Est Saint Modeste) qui était situé sur le côté opposé de la baie de Pinware, mais cette localité a été abandonnée au milieu des années 1950.
L'île Saint Modeste se trouve en face du village, séparée du continent par un chenal de 90 mètres de large appelé The Tickle. Un petit phare de 5,5 mètres de hauteur y a été construit au nord avant 1920, électrifié en 1956 et arrêté en 2010.
Située le long du détroit de Belle Isle, la localité est connue pour ses riches zones de pêche.
Le passage des icebergs dans le détroit de Belle-Isle attire les visiteurs.